# Телмані
Телмані (груз. ტელმანი) — село в Грузії.
За даними перепису населення 2014 року в селі проживає 204 особи.